# Marcel Planiol
Ne doit pas être confondu avec Marcel Pagnol.
Marcel Ferdinand Planiol (né à Nantes le 23 septembre 1853 et décédé à Paris le 31 août 1931) est un jurisconsulte et professeur de droit français et d'histoire du droit à l'université de Rennes. Avec Raymond Saleilles (1855-1912) et François Gény, il est l'un des trois rénovateurs du droit civil français à la Belle Époque. Il est l'auteur du Traité élémentaire de droit civil.

## Biographie
Planiol suit des études classiques au lycée de Nantes (futur lycée Clemenceau), à l'issue desquelles il obtient le prix d'honneur de philosophie au Concours général du département en 1872. En 1877, il est licencié en droit, avec une Première mention de Droit français au concours. En 1879, il s'inscrit comme avocat au Barreau de Paris. La même année, Planiol devient docteur en droit, en soutenant, le 10 juillet 1879, sous la présidence d'Accarias, sa thèse de doctorat intitulée Des bénéfices accordés aux héritiers en droit romain et du bénéfice d'inventaire en droit français.
En 1880, Planiol est reçu troisième des dix lauréats du concours unique d'agrégation en droit (avant la scission entre droit public et droit privé) parmi quarante-huit candidats. Son premier poste de professeur l'emmène à Grenoble, où il enseigne durant deux ans le droit civil, ainsi que le droit romain (un cours de Pandectes) et de droit fiscal (Enregistrement). En 1882, Planiol revient dans sa Bretagne natale où il est nommé professeur de droit civil à l'Université de Rennes. De nouveau, il enseigne le droit civil jusqu'en 1887, ainsi qu'un cours d'histoire du droit à l'adresse des doctorants. À cette époque, Planiol collabore à la Revue critique de législation et de jurisprudence. En 1896, il est titularisé comme professeur de droit civil. Il s'est d'abord dirigé vers les travaux d'histoire du droit comme L'Assise au comte Geoffroi, Étude sur les successions féodales en Bretagne en 1888, et Les Appropriances par bannies dans l'ancienne province de Bretagne en 1890.
En 1887, sa réputation grandissante de pédagogue lui vaut d'être appelé à Paris, en Sorbonne, où il assure d'abord divers enseignements mineurs, tels un cours de Pandectes, un autre de Législation industrielle (ancêtre du Droit du travail) et un de Droit pénal spécial. À partir de 1889, Planiol contribue à l'Encyclopédie Berthelot, l'une des deux grandes encyclopédies du XIXe siècle avec l'encyclopédie Larousse. La lecture des différentes entrées qu'il rédige à cette occasion permet de comprendre les fondements du système de droit civil qu'il prônera dans son Traité élémentaire dix ans plus tard, à savoir un droit tout entier basé sur la faute comme source de toute norme juridique, ce qui revient à reprendre le système ultra-subjectif décrit par Jhering dans son Esprit du droit romain et à faire l'apologie de la philosophie individualiste et libérale. Ses idées sont alors réactionnaires dans la mesure où elles viennent contredire l'attention nouvelle portée aux questions sociales à la suite de la diffusion, notamment, des idéaux socialistes. Professeur adjoint depuis 1893, Planiol succède à Charles Beudant, qui avait été son professeur lorsqu'il étudiait à Paris, dans l'une des six chaires de droit civil de la Faculté de Paris en 1895 ; pour le civiliste qu'il n'a jamais cessé d'être, c'est la consécration. La même année, il reçoit le Prix Odilon-Barrot de l'Académie des sciences morales et politiques au concours ouvert relatif au Droit public et privé de la Bretagne.

## LeTraité élémentaire
Le 2 octobre 1899 paraît le premier des trois tomes du Traité élémentaire de droit civil dont la tomaison suit chacune des années de la licence en droit et qu'il destine avant tout aux étudiants. La première édition s'étend de 1899 à 1901 et huit éditions paraissent jusqu'en 1920. Le but avoué dans la préface est de leur rendre plus aisée l'intelligence du droit, par une étude des concepts non plus suivant l'ordre du Code mais matière par matière, si bien que la comparaison de cette dédicace avec la préface des Lois civiles dans leur ordre naturel (1689) de Jean Domat est tout à fait saisissante. Il s'agit dans les deux cas de « remettre de l'ordre » en quelque sorte dans une discipline, le droit, réputée inintelligible à cause du manque de hiérarchie entre les principes et leurs exceptions, et de redonner à nouveau le goût de l'étudier aux étudiants qui se détournent d'elle de plus en plus souvent. Si, pour Domat, il convient de remonter aux principes du droit, dans un pays morcelé entre la France du droit romain au Sud de la Loire et celle des coutumes au Nord (c'est-à-dire de « tordre le cou » à une des célèbres pensées de Blaise Pascal, le célèbre janséniste de Port-Royal : « Vérité en deçà des Pyrénées, erreur au-delà »), Planiol s'assigne pour tâche de revenir au droit vivant, celui trouvé dans la jurisprudence et dans le droit comparé, qui reprend le droit romain éternel au-delà de la codification qui asservit la matière dans un carcan trop rigide. Dans les deux cas, c'est l'éternel droit romain qui permet de satisfaire le cartésianisme français, au-delà de la relativité des coutumes pour le janséniste Domat, au-delà du Code pour le laïque républicain Planiol. Quant aux sources, si Domat puise « son » droit romain dans les Institutes de Gaïus et le Digeste de Justinien, Planiol les trouve dans le pandectisme (page wikipedia en anglais ) allemand qu'un siècle de recherches allant de Savigny à Mommsen via Jhering a su porter au plus haut degré de perfection.
En effet, trouver l'éternel droit romain, dans la pureté des principes, enfin débarrassé des scories des romanistes du Moyen Âge, des casuistes aux exégètes de l'Europe savante, n'est-il pas le seul but que s'est proposé de poursuivre l'école pandectiste allemande ? Avant la codification de 1896 dirigée par Windscheid, il a fallu aux Allemands un siècle d'adaptation du droit romain à leurs mœurs contemporaines pour retrouver « l'esprit du droit romain » selon l'expression de Jhering et se forger un corps de règles communes que l'unification politique non encore réalisée leur interdisait de faire avant l'avènement de l'Allemagne de Bismarck et du génie militaire de Moltke. Voilà pourquoi Planiol, à l'instar de Domat, se propose de revenir aux principes, aux « éléments » du « droit » civil, cachés par le « Code » civil, et il qualifie donc tout naturellement son traité d'élémentaire.
Le succès est immédiat et l'ouvrage va détrôner le Précis de Baudry-Lacantinerie, alors entre toutes les mains ; chacune des nouvelles éditions mises à jour par l'auteur sera la confirmation de l'engouement des étudiants à la « méthode » de Planiol. Celui-ci en assurera lui-même huit mises à jour, avant d'en laisser les rênes à son collaborateur, Georges Ripert. Les deux civilistes publieront également ensemble un Traité pratique et théorique de droit civil dont ils confieront la rédaction de chacun des tomes à de jeunes agrégés prometteurs (René Savatier, par exemple). Après plusieurs deuils successifs dans sa famille (sa fille Antoinette âgée de 20 ans, son fils Jean, Mort Pour la France), Planiol cesse d'enseigner, même s'il ne prendra officiellement sa retraite qu'en 1923. De 1880 à 1920, c'est donc pendant quarante ans que Planiol aura marqué de toute son autorité le droit civil français.
Le nom de Planiol reste attaché à son Traité élémentaire comme celui de Loysel à ses Institutes, celui de Ferrière à son Dictionnaire ou celui de Lamoignon à ses Arrêtés.

## Distinctions
- Chevalier de la Légion d'honneur (décret du 1er août 1910)